# Sven-Eric Johanson
Sven-Eric Emanuel Johanson (født 10. december 1919 i Västervik, død 29. september 1997 i Göteborg, Sverige) var en svensk komponist, organist og lærer.
Johanson studerede til organist og musiklærer på det Det Kongelige Musikkonservatorium i Stockholm. Herefter studerede han komposition hos Melcher Melchers i Stockholm, Fartein Valen i Oslo og Luigi Dallapiccola i Firenze. Han skrev tolv symfonier, orkesterværker, kammermusik, operaer, korværker, sange, elektronisk musik, popmusik etc. Han var organist ved Älvsborgs Kirke i Göteborg fra (1952-1977), og underviste som musiklærer og var freelancekomponist.

## Udvalgte værker
- Symfoni nr. 1 "Symfoni ostinat" (1949, Rev. 1954) - for orkester
- Symfoni nr. 2 (1954) "Duinoelegi" - for tenor, kor og orkester / også for strygeorkester som "Elegisk symfoni"
- Symfoni nr. 3 (1956) - for orkester
- Symfoni nr. 4 "En symfoni for stemmer" (1959) - for kor
- Symfoni nr. 5 "Element symfonien" (1965-1968) - for orkester
- Symfoni nr. 6 "Sinfonietta hyrdinde" (1972) - for orkester
- Symfoni nr. 7 "Spillemandssymfoni " (1974) - for orkester
- Symfoni nr. 8 "En Frödingsymfoni" 1983-1984) - for solister, kor og orkester
- Symfoni nr. 9 "Sommersymfoni" (1987) - for orkester
- Symfoni nr. 10 "Symfoni derhjemme" (1990) - for orkester
- Symfoni nr. 11 "Efterårssymfoni" (1991) - for orkester
- Symfoni nr. 12 "Kammersymfoni til minde om Arnold Schönberg" (1992) - for orkester